# Christophe Coin
Christophe Coin (Caen, 26 de enero de 1958) es un violonchelista, violagambista y director de orquesta francés. Es el violonchelista de Cuarteto Mosaïques y el director del Ensemble Baroque de Limoges. Está involucrado en el movimiento de interpretación historicista cuyo objetivo es hacer versiones históricamente informadas de las piezas musicales antiguas.

## Biografía
Christophe Coin nació en Caen. Su formación musical comenzó con Jacques Ripoche. En el Conservatorio de París estudió violonchelo con André Navarra y se graduó en 1974. Desde 1976 estudió con una beca en Viena. Recibió influencia de Nikolaus Harnoncourt, entre otros. A partir de 1978 estudió viola da gamba con Jordi Savall en la Schola Cantorum Basiliensis.
Al principio trabajó sobre todo como solista. En 1984 fundó Mosaïques Ensemble y en 1987 el cuarteto de cuerdas Mosaïques con Erich Höbarth, Andrea Bischof y Anita Mitterer, todos intérpretes miembros de Concentus Musicus Wien. El cuarteto ha interpretado sobre todo obras del periodo clásico en instrumentos de época, centrándose en piezas menos conocidas.
Después de un concierto ofrecido en 2012 en Nueva York, en The New York Times se comentó que su trabajo:

«lograba el equilibrio entre los instrumentos de época y la práctica interpretativa historicista con los impulsos interpretativos contemporáneos como nadie.»

Desde 1991 Coin ha sido director del Ensemble Baroque de Limoges, para interpretaciones de cantatas, oratorios y óperas de los siglos XVII y XVIII, o la zarzuela Viento es la dicha de amor de José de Nebra. en instrumentos de la época.
Asimismo Coin ha trabajado desde 1988 como profesor de violonchelo y viola da gamba del Barroco en el Conservatoire National Supérieur de Musique en París y en la Schola Cantorum Basiliensis. Ha organizado talleres sobre la construcción en interpretación de instrumentos históricos.

## Grabaciones
Coin ha grabado unos 50 CDs, tanto como solista como con agrupaciones musicales. Un gran número de ellas recibieron reconocimiento en forma de premios. Grabó las Sonatas a trío de Henry Purcell y los Conciertos para violonchelo de Joseph Haydn con Christopher Hogwood. Grabó los Quintetos de Luigi Boccherini con Quatuor Mosaïques y Patrick Cohen en el pianoforte. A principios de 1993 Coin dirigió e interpretó diez cantatas de Bach en el violonchelo piccolo, cuya grabación se extendió durante tres años en la iglesia de Ponitz, Thuringia, utilizando su órgano de 1737 de Gottfried Silbermann.
En algunas cantatas aparecen Leipziger Concerto Vocale, Chœur de Chambre Accentus, Ensemble Baroque de Limoges y los solistas Barbara Schlick, Andreas Scholl, Christoph Prégardien y Gotthold Schwarz, incluyendo Jesu, nun sei gepreiset, BWV 41 para Año Nuevo. Una crítica lo describió de la siguiente manera:

«Como solista de violonchelo piccolo el sumamente talentoso Christophe Coin interpreta con autoridad mostrando un control excepcional del fraseo y la dinámica.»

En 2004 grabó con el Cuarteto Mosaïques los Seis cuartetos de cuerda, Op. 64 de Haydn.